# Guillermo Enrique de Sajonia-Eisenach
Guillermo Enrique de Sajonia-Eisenach (Oranjewoud, 10 de noviembre de 1691 - Eisenach, 26 de julio de 1741) fue duque de Sajonia-Eisenach de 1729 a 1741.
Era el hijo mayor y el único sobreviviente del duque Juan Guillermo de Sajonia-Eisenach y su primera esposa Amalia de Nassau-Dietz.
Guillermo Enrique contrajo matrimonio por primera vez con Albertina Juliana de Nassau-Idstein en Idstein el 15 de febrero de 1713. Este matrimonio no tuvo descendencia. Contrajo matrimonio con su segunda esposa Ana Sofía Carlota de Brandeburgo-Schwedt en Berlín el 3 de junio de 1723, tan solo ocho meses después de la muerte de Albertina Juliana. El segundo matrimonio también fue sin descendencia.
Guillermo Enrique accedió al ducado de Sajonia-Eisenach en 1729 a la muerte de su padre y fue sucedido por su primo segundo, el Duque Ernesto Augusto I de Sajonia-Weimar. La unión personal entre Eisenach y Weimar creada por esta sucesión fue solo nominal hasta 1809, cuando los dos patrimonios fueron formalmente unificados.
| Predecesor: Juan Guillermo III | Duque de Sajonia-Eisenach 1729-1741 | Sucesor: Ernesto Augusto I |

- Datos: Q70971
- Multimedia: Wilhelm Heinrich, Duke of Saxe-Eisenach / Q70971